# Spoorlijn Narbonne - Port-Bou (grens)
De spoorlijn Narbonne - Port-Bou (grens) is een Franse spoorlijn van Narbonne naar Portbou in Spanje. De lijn is 107,5 km lang en heeft als lijnnummer 677 000.

## Geschiedenis
De lijn werd in gedeeltes geopend door de Compagnie des Chemins de fer du Midi, van Narbonne naar Le Vernet op 20 februari 1858, van Le Vernet naar Perpignan op 12 juli 1858, van Perpignan naar Collioure op 21 maart 1866, van Collioure naar Port-Vendres op 18 augustus 1867, van Port-Vendres naar Banyuls-sur-Mer op 14 augustus 1875 en van Banyuls-sur-Mer naar Port-Bou op 23 januari 1878.

## Treindiensten
De SNCF verzorgt het personenvervoer op dit traject met TGV, IC en TER treinen.
| Serie      | Treinsoort | Route | Bijzonderheden                                                                             |
| ---------- | ---------- | --- | ------------------------------------------------------------------------------------------ |
| TGV 6200   | TGV (SNCF) | Paris-Lyon – Valence-Rhône-Alpes-Sud TGV – Nîmes – Montpellier-Saint-Roch – Sète – Agde – Beziers – Narbonne – Perpignan | Twee treinen naar Perpignan.                                                               |
| Ouigo 7880 | TGV (SNCF) | Paris-Lyon – Valence-Rhône-Alpes-Sud TGV – Nîmes-Pont-du-Gard – Montpellier-Sud-de-France – Sète – Agde – Béziers – Perpignan |                                                                                            |
| TGV 9700   | TGV (SNCF) | Paris-Lyon – Valence-Rhône-Alpes-Sud TGV – [ Nîmes – Montpellier-Saint-Roch – ] / [ Nîmes-Pont-du-Gard – Montpellier-Sud-de-France – ] Sète – Agde – Béziers – Narbonne – Perpignan – Figueres-Vilafant – Girona – Barcelona Sants |                                                                                            |
| TGV 9800   | TGV (SNCF) | [ Luxemburg – Thionville – Metz-Ville – Strasbourg-Ville – Mulhouse-Ville – Belfort-Montbéliard TGV – Besançon Franche-Comté TGV – Dijon-Ville – Mâcon-Ville – ] / [ Brussel-Zuid – Lille-Europe – Arras – TGV Haute-Picardie – Aéroport Charles-de-Gaulle 2 TGV – [ Champagne-Ardenne TGV – Meuse TGV – Lorraine TGV – Strasbourg-Ville ] / [ Marne-la-Vallée - Chessy – [ Massy TGV – Le Mans – [ Laval – Rennes ] / [ Angers-Saint-Laud – Nantes ] ] / [ Creusot TGV – ] Lyon-Part-Dieu – [ Avignon TGV – Marseille Saint-Charles ] / [ Montpellier-Saint-Roch – Perpignan ] ] | Dagelijkse verbinding met Montpellier en Marseille. Perpignan - Brussel tweemaal per week. |
| IC 5740    | IC (SNCF)  | Paris-Austerlitz – Nîmes – Montpellier-Saint-Roch – Sète – Agde – Béziers – Narbonne – Perpignan – Argelès-sur-Mer – Cerbère | nachttrein                                                                                 |
| TER 86900  | TER (SNCF) | Avignon-Centre – Tarascon – Nîmes-Pont-du-Gard – Nîmes – Vergèze - Codognan – Lunel – Baillargues – Montpellier-Saint-Roch – Frontignan – Sète – Agde – Béziers – Narbonne – Perpignan – Argelès-sur-Mer – Portbou |                                                                                            |
| TER 876100 | TER (SNCF) | Perpignan – Argelès-sur-Mer – Cerbère |                                                                                            |
| TER 876200 | TER (SNCF) | Toulouse-Matabiau – Labège-Innopole – Villefranche-de-Lauragais – Castelnaudary – Carcassonne – Narbonne – Perpignan – Argelès-sur-Mer – Cerbère |                                                                                            |
| TER 876400 | TER (SNCF) | Avignon-Centre – Tarascon – Nîmes-Pont-du-Gard – Nîmes – Vergèze - Codognan – Lunel – Baillargues – Montpellier-Saint-Roch – Frontignan – Sète – Agde – Béziers – Narbonne – Perpignan – Argelès-sur-Mer – Cerbère |                                                                                            |
| TER 876600 | TER (SNCF) | Montpellier-Saint-Roch – Frontignan – Sète – Agde – Béziers – Narbonne – Perpignan – Argelès-sur-Mer – Cerbère |                                                                                            |

## Aansluitingen
In de volgende plaatsen is of was er een aansluiting op de volgende spoorlijnen:
Narbonne
RFN 640 000, spoorlijn tussen Bordeaux-Saint-Jean - Sète-Ville
RFN 734 000, spoorlijn tussen Narbonne en Bize
aansluiting Narbonne-Triangle
RFN 677 306, raccordement van Narbonne-Triangle
Port-la-Nouvelle
RFN 677 506, havenspoorlijn Port-la-Nouvelle
Rivesaltes
RFN 676 000, spoorlijn tussen Carcassonne en Rivesaltes
Perpignan
RFN 679 000, spoorlijn tussen Perpignan en Villefranche-Vernet-les-Bains
lijn tussen Perpignan en Le Barcarès
lijn tussen Perpignan en Thuir
Elne
RFN 680 000, spoorlijn tussen Elne en Arles-sur-Tech
Port-la-Nouvelle
RFN 678 300, raccordement tussen Port-Vendres-Ville en Port-Vendres-Quais
RFN 678 500, havenspoorlijn Port-Vendres-Quais
Cerbère
RFIG 270, spoorlijn tussen Cerbère en de aansluiting Aragó
Portbou
RFIG 270, spoorlijn tussen Cerbère en de aansluiting Aragó

## Galerij

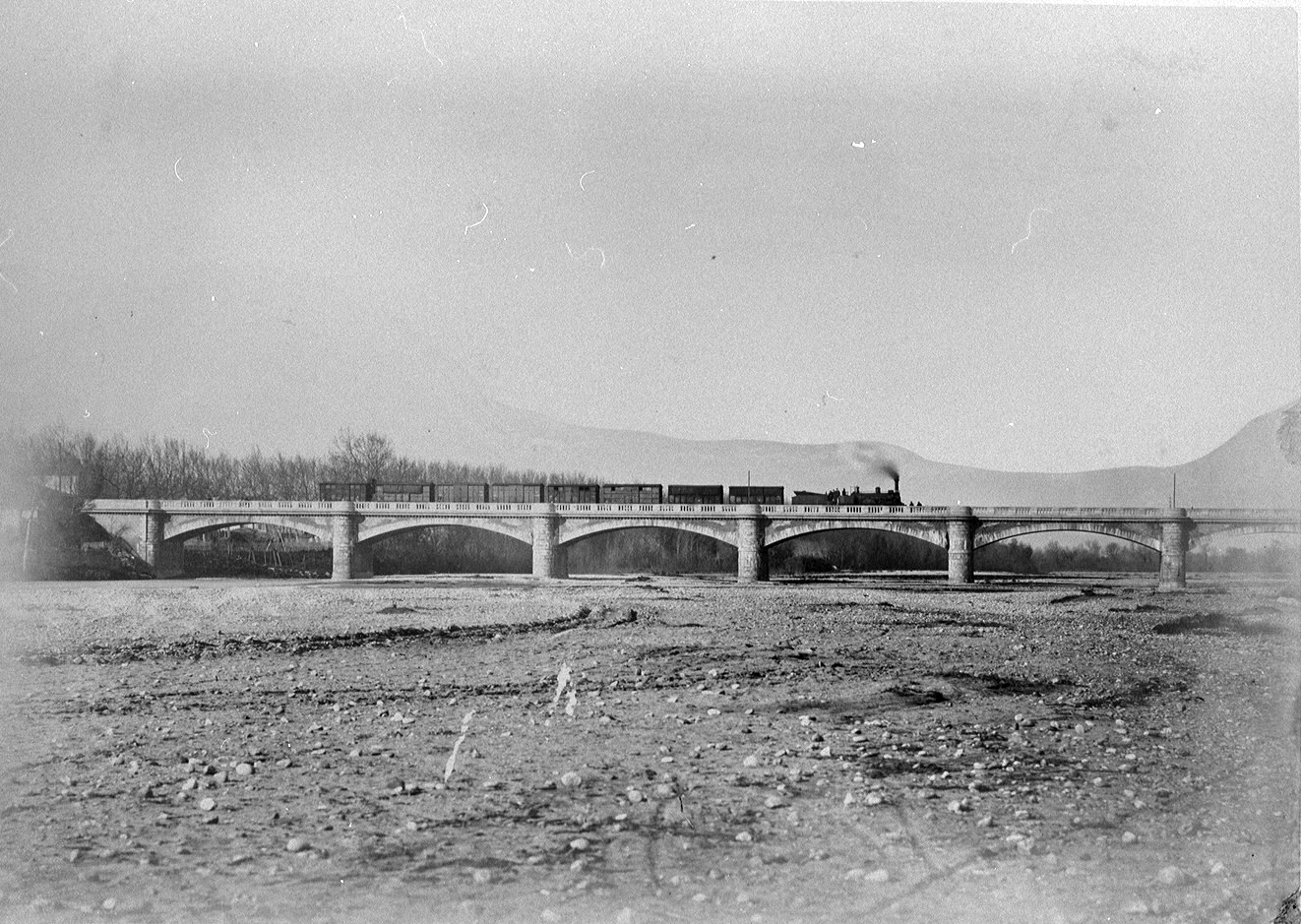
Spoorbrug over de Têt in 1873.
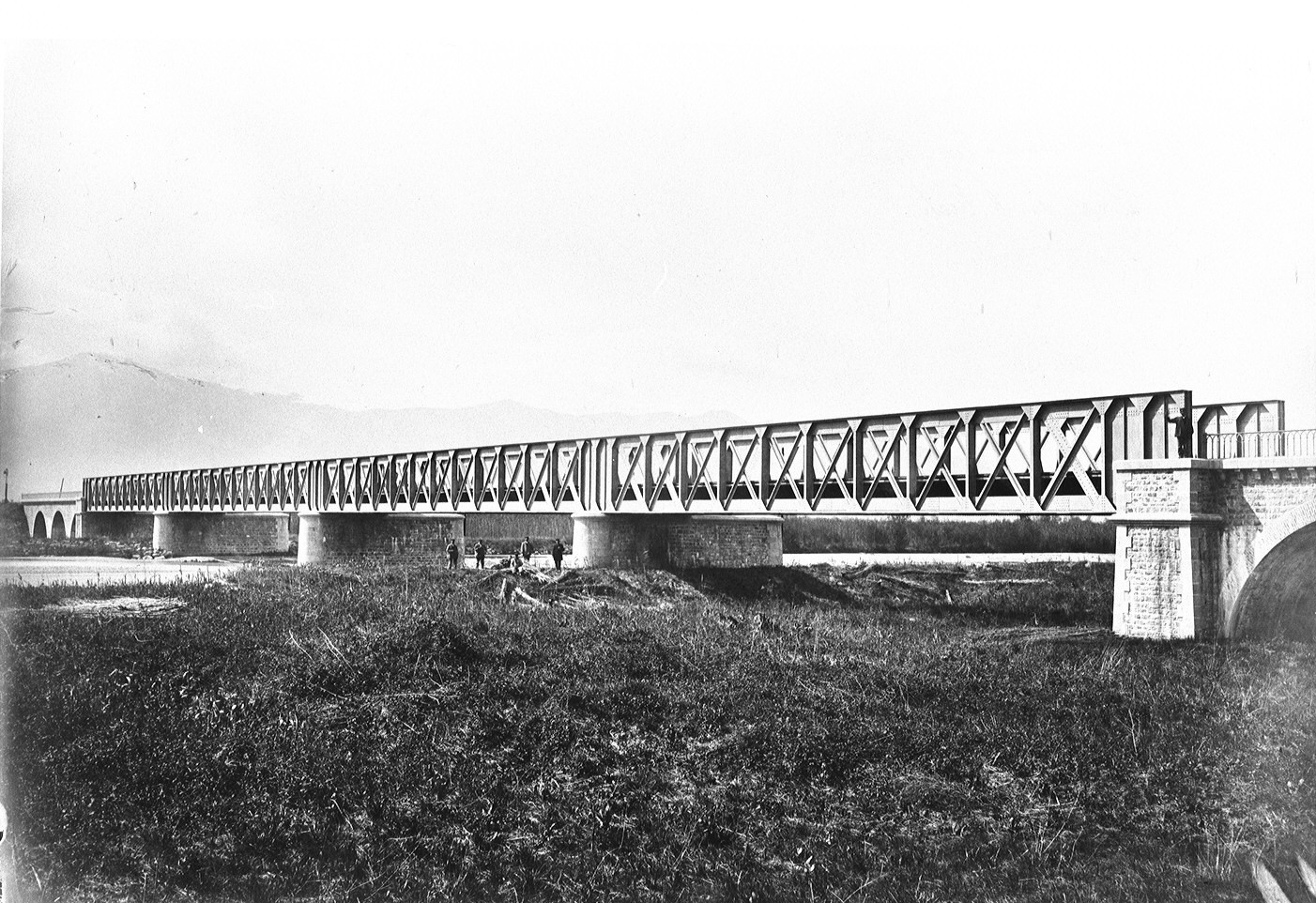
Spoorbrug over de Tech in 1873.
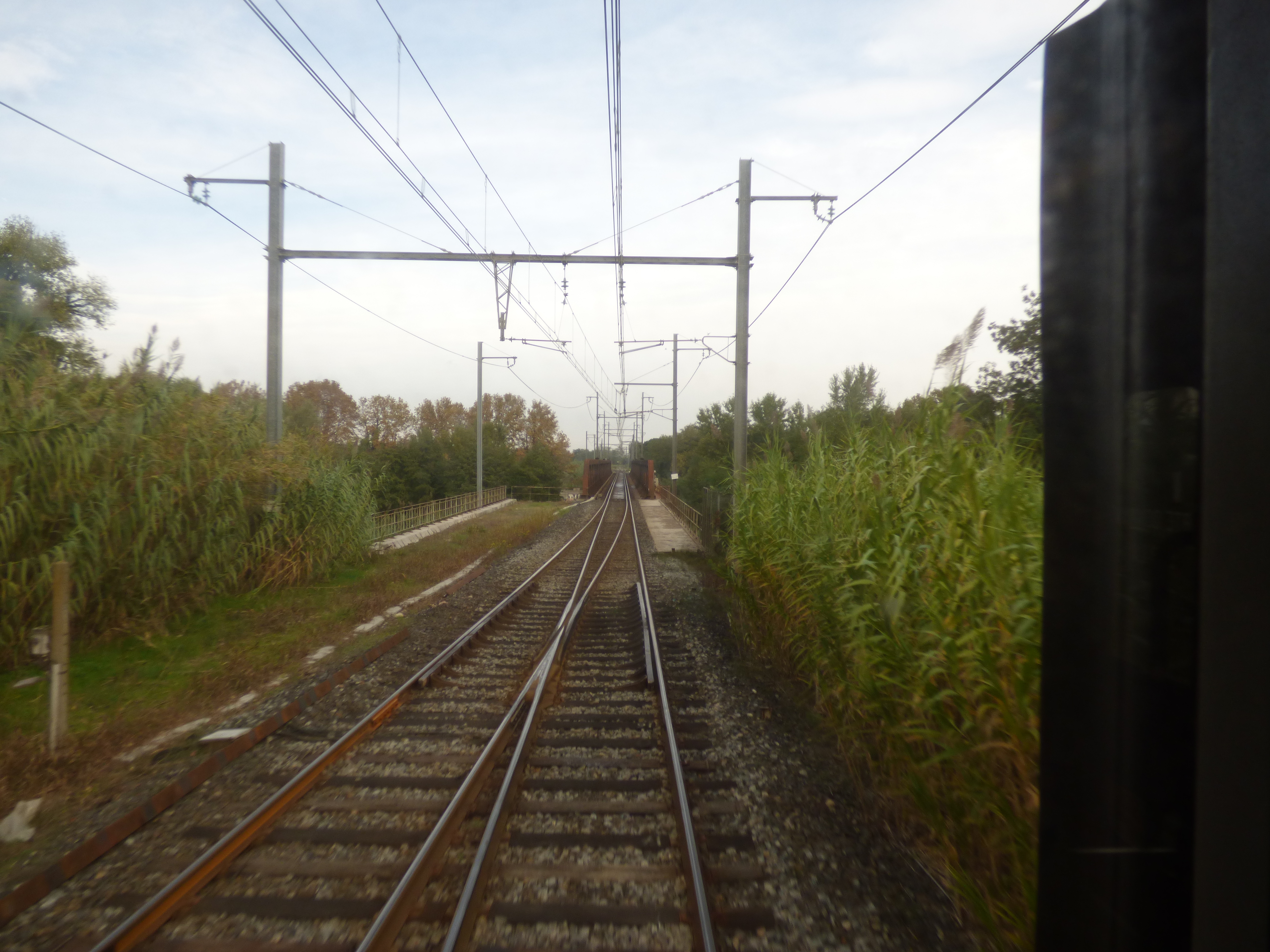
Strengelspoor op de spoorbrug over de Tech.
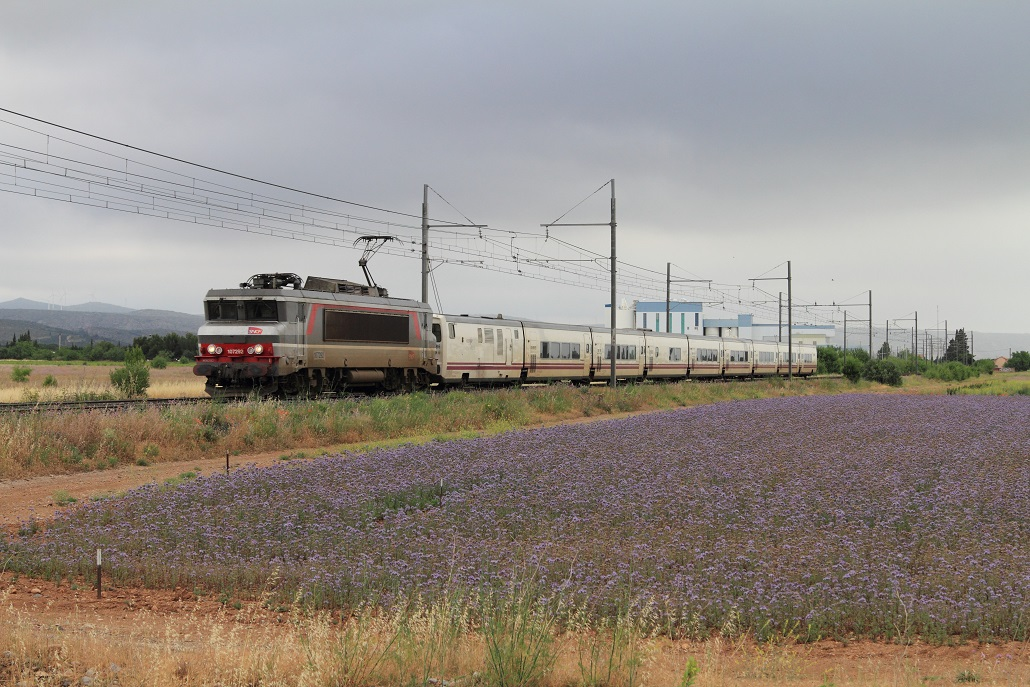
Een Talgotrein tussen Salses en Rivesaltes in 2013.